# Libytheana terena
Libytheana terena är en fjärilsart som beskrevs av Jean Baptiste Godart 1823. Libytheana terena ingår i släktet Libytheana och familjen praktfjärilar. Inga underarter finns listade i Catalogue of Life.